# Вишневое (Горишнеплавнинский городской совет)
Вишневое (укр. Вишневе) — село,
Дмитровский сельский совет,
Горишнеплавнинский городской совет,
Полтавская область,
Украина.
Население по данным 1982 года составляло 80 человек.
Село ликвидировано в ? году.

## Географическое положение
Село Вишневое находится в 2-х км от села Волошино, на краю карьера горнодобывающего комплекса  ОАО «Полтавский горно-обогатительный комбинат».
Местность вокруг села сильно заболочена.

## История
- ? — село ликвидировано. В настоящее время на месте села карьер.